# I Can Speak
Pour plus de détails, voir Fiche technique et Distribution.
I Can Speak (hangeul : 아이 캔 스피크 ; RR : Ai Kaen Seupikeu) est une comédie dramatique sud-coréenne réalisée par Kim Hyeon-seok, sortie le 21 septembre 2017.
Il totalise plus d'un million d'entrées au box-office sud-coréen de 2017 dès sa première semaine.

## Synopsis
Le fonctionnaire d'État Park Min-ae (Lee Je-hoon) est muté dans un nouveau district à Séoul. Jeune homme de principe et diligent dans son travail, il est inondé de plaintes civiles de la part d'une habitante grincheuse et acariâtre nommée Na Ok-boon (Na Moon-hee (en)). Il tente de l'apaiser du mieux qu'il peut. Pendant ce temps, Na Ok-boon apprend l'anglais quand elle ne travaille pas chez son tailleur ou dépose des plaintes à la préfecture locale. Quand elle se rend compte que Park Min-jae parle anglais presque couramment, elle lui demande de lui apprendre cette langue. Ancienne esclave sexuelle, elle cherche à apprendre cette langue pour faire connaître son histoire au reste du monde.

## Distribution

### Principale
- Na Moon-hee (en) : Na Ok-boon 
  - Choi Soo-in (en) : Na Ok-boon jeune

Une vieille dame déposant sans cesse des plaintes à la préfecture locale, plus de 8 000 plaintes.
- Lee Je-hoon : Park Min-jae

Un fonctionnaire qui rencontre Na Ok-boon et lui enseigne l'anglais.

### Secondaire
- Yum Hye-ran : Une femme de Jinju
- Lee Sang-hee (en) : Hye-jung
- Son Sook : Jung-sim 
  - Lee Jae-in : Jung-sim jeune
- Kim So-jin : Geum-joo
- Park Chul-min (en) : Le chef d'équipe Yang
- Jung Yeon-joo : A-yung
- Lee Ji-hoon (en) : Jong-hyun
- Lee Dae-yeon (en) : Le chef d'arrondissement
- Sung Yoo-bin : Yung-jae

## Distinctions

### Récompense
- The Seoul Awards 2017 : Meilleure actrice pour Na Moon-hee

### Nomination
- The Seoul Awards 2017 : Meilleure actrice révélée pour Lee Sang-hee